# Yesterwynde
Yesterwynde is het tiende studioalbum van de Finse metalband Nightwish. Het album werd wereldwijd uitgebracht op 20 september 2024 door het label Nuclear Blast. Het eerste nummer van het album, Perfume Of The Timeless, verscheen al op 21 mei van dat jaar.

## Ontvangst
De recensies waren zowel in de reguliere pers als in de metalscene erg lovend. Metalfan: "Yesterwynde is een interessant en facettenrijk album dat zijn geheimen pas prijsgeeft na veel luisterbeurten." Soundz: "Nightwish’s Yesterwynde is een symfonische knaller voor de eeuwigheid." De Volkskrant: "Jansen zingt goddelijk mooi (...) en Yesterwynde zal door de fans worden gekoesterd, maar moet toch ook bewondering afdwingen bij minder goed ingevoerde luisteraars, die de symfonische bombast van Nightwish misschien wat te veel van het goede vinden."

## Tracklist
Alle muziek is geschreven door Tuomas Holopainen.
1. Yesterwynde
2. An Ocean Of Strange Islands
3. The Antikythera Mechanism
4. The Day Of...
5. Perfume Of The Timeless
6. Sway
7. The Children Of `Ata
8. Something Whispered Follow Me
9. Spider Silk
10. Hiraeth
11. The Weave
12. Lanternlight

## Bezetting
- Floor Jansen - zang
- Emppu Vuorinen - gitaar
- Jukka Koskinen - basgitaar
- Tuomas Holopainen - keyboard
- Kai Hahto - drums en percussie
- Troy Donockley - Uilleann pipes, low whistle, gitaar, bouzouki, bodhrán, aerofoon en achtergrondzang

Gastmusici (o.a.):
- The Sepian Orchestra
- Children's Choir from the Cardinal Vaughan school

- MusicBrainz release group: eced6fed-ad42-444d-9983-18a5517fc55f